# Landkreis Nordvorpommern
Landkreis Nordvorpommern is een voormalig Landkreis in de Duitse deelstaat Mecklenburg-Voor-Pommeren. Het had een oppervlakte van 2.172 km².

## Geschiedenis
Nordvorpommern ontstond op 12 juni 1994 door de samenvoeging van de toenmalige Landkreisen Stralsund, Grimmen en Ribnitz-Damgarten.
Op 4 september 2011 is het samen met Rügen en de kreisfreie stad Stralsund opgegaan in het nieuwe Landkreis Vorpommern-Rügen.

## Steden en gemeenten
Nordvorpommern was op het moment van opheffing bestuurlijk in de volgende steden en gemeenten onderverdeeld:
| Amtsvrije gemeenten 1. Grimmen, stad 2. Marlow, stad 3. Süderholz (bestuurscentrum te Poggendorf) 4. Zingst |

Ämter met deelnemende gemeenten/steden
* = Bestuurscentrum van de Amtsverwaltung
| | | |
| - 1. Amt Altenpleen 1. Altenpleen * 2. Groß Mohrdorf 3. Klausdorf 4. Kramerhof 5. Preetz 6. Prohn - 2. Amt Barth 1. Bartelshagen II b. Barth 2. Barth, stad * 3. Divitz-Spoldershagen 4. Fuhlendorf 5. Karnin 6. Kenz-Küstrow 7. Löbnitz 8. Lüdershagen 9. Pruchten 10. Saal 11. Trinwillershagen - 3. Amt Darß/Fischland 1. Ahrenshoop 2. Born a. Darß * 3. Dierhagen 4. Prerow 5. Wieck a. Darß 6. Wustrow | - 4. Amt Franzburg-Richtenberg 1. Franzburg, stad * 2. Glewitz 3. Gremersdorf-Buchholz 4. Millienhagen-Oebelitz 5. Papenhagen 6. Richtenberg, stad 7. Splietsdorf 8. Velgast 9. Weitenhagen 10. Wendisch Baggendorf - 5. Amt Miltzow 1. Elmenhorst 2. Sundhagen 3. Wittenhagen - 6. Amt Niepars 1. Groß Kordshagen 2. Jakobsdorf 3. Kummerow 4. Lüssow 5. Neu Bartelshagen 6. Niepars * 7. Pantelitz 8. Steinhagen 9. Wendorf 10. Zarrendorf | - 7. Amt Recknitz-Trebeltal 1. Bad Sülze, Stad 2. Dettmannsdorf 3. Deyelsdorf 4. Drechow 5. Eixen 6. Grammendorf 7. Gransebieth 8. Hugoldsdorf 9. Lindholz 10. Tribsees, stad * - 8. Amt Ribnitz-Damgarten 1. Ahrenshagen-Daskow 2. Ribnitz-Damgarten, stad * 3. Schlemmin 4. Semlow |

## Bestuurlijke herindelingen
Sinds de oprichting van het district in 1994 hebben er diverse bestuurlijke herindelingen plaatsgevonden. Tot op heden betreft het de volgende wijzigingen.

### Amt
- Opheffing van het Amt Süderholz en oprichting van de gemeente Süderholz op 31 december 1998.
- Opheffing van het Amt Kronskamp waarbij de gemeente Papenhagen over is gegaan naar het Amt Franzburg-Richtenberg, de gemeenten Elmenhorst en Wittenhagen over zijn gegaan naar het Amt Miltzow en de gemeente Zarrendorf over is gegaan naar het Amt Niepars op 1 januari 2004.
- Fusie van de Ämter Bad Sülze, Trebeltal en Tribsees tot het Amt Recknitz-Trebeltal. De gemeenten Glewitz, Splietsdorf en Wendisch Baggendorf uit het Amt Trebeltal zijn daarbij overgegaan naar het Amt Franzburg-Richtenberg op 15 februari 2004.
- Fusie van het Amt Barth-Land met de tot dan amtsvrije stad Barth tot het Amt Barth op 1 januari 2005.
- Fusie van het Ahrenshagen met de tot dan amtsvrije stad Ribnitz-Damgarten tot het Amt Ribnitz-Damgarten. De gemeente Trinwillershagen uit het Amt Ahrenshagen is daarbij overgegaan naar het Amt Barth op 1 januari 2005.

### Gemeente
- Annexatie van de gemeenten Allerstorf, Bartelshagen I b. Ribnitz-D., Brünkendorf, Carlsruhe, Gresenhorst en Kuhlrade door Marlow op 1 januari 1999.
- Samenvoeging van de gemeenten Bartmannshagen, Griebenow, Kandelin, Klevenow, Neuendorf, Poggendorf en Rakow in de nieuwe gemeente Süderholz op 1 januari 1999.
- Annexatie van de gemeenten Kavelsdorf en Ravenhorst door Eixen op 13 juni 1999.
- Annexatie van de gemeente Siemersdorf door Tribsees op 13 juni 1999.
- Samenvoeging van de gemeenten Divitz en Spoldershagen in de nieuwe gemeente Divitz-Spoldershagen op 13 juni 1999.
- Samenvoeging van de gemeenten Buchholz en Gremersdorf in de nieuwe gemeente Gremersdorf-Buchholz op 13 juni 1999.
- Samenvoeging van de gemeenten Millienhagen en Oebelitz in de nieuwe gemeente Millienhagen-Oebelitz op 13 juni 1999.
- Samenvoeging van de gemeenten Kenz en Küstrow in de nieuwe gemeente Kenz-Küstrow op 31 december 1999.
- Annexatie van de gemeente Dudendorf door Dettmannsdorf op 1 januari 2001.
- Samenvoeging van de gemeenten Ahrenshagen en Daskow in de nieuwe gemeente Ahrenshagen-Daskow op 1 januari 2001.
- Annexatie van de gemeente Stoltenhagen door Grimmen op 1 januari 2004.
- Annexatie van de gemeente Schulenberg door Marlow op 15 februari 2004.
- Samenvoeging van de gemeenten Böhlendorf, Breesen en Langsdorf in de nieuwe gemeente Lindholz op 13 juni 2004.
- Samenvoeging van de gemeenten Behnkendorf, Brandshagen, Horst, Kirchdorf, Miltzow, Reinberg en Wilmshagen tot de gemeente Sundhagen op 7 juni 2009.

Bad Doberan · Demmin · Greifswald · Güstrow · Ludwigslust · Mecklenburg-Strelitz · Müritz · Neubrandenburg · Nordvorpommern · Nordwestmecklenburg · Ostvorpommern · Parchim · Rostock · Rügen · Schwerin · Stralsund · Uecker-Randow · Wismar